# Амато, Джулиано
Джулиа́но Ама́то (итал. Giuliano Amato; род. 13 мая 1938, Турин, Италия) — итальянский политик, дважды Председатель Совета министров Италии. Также он был вице-председателем Конвенции за будущее Европы, разработавшей Европейскую конституцию.

## Биография
Джулиано Амато родился в городе Турине, но вырос в Тоскане. В 1960 году он окончил Пизанский университет, получив юридическое образование, и стажировался до 1963 года в Колумбийском университете. После преподавательской работы в университетах Модены, Перуджи и Флоренции он в 1975—1997 годах был профессором итальянского и сравнительного конституционного права в Римском университете Ла Сапиенца.
Ещё в 1958 году вступив в Итальянскую социалистическую партию, он в 1983—1993 годах был депутатом парламента. В правительстве своего однопартийца Беттино Кракси он в 1983—1987 годах занимал пост младшего государственного секретаря по делам премьер-министра, в 1987—1988 годах заместителя премьер-министра, в 1987—1989 годах министра финансов.

### Во главе правительства
В июне 1992 — апреле 1993 Амато был Председателем Совета Министров Италии. В период его управления произошёл коррупционный кризис, приведший к значительным изменениям в политической жизни Италии. Амато был вынужден принять закон, передававший расследование дел о коррупции в руки подконтрольной правительству полиции, но недовольство населения привело к тому, что президент Италии Оскар Луиджи Скальфаро отказался его подписать. В то же время правительство Амато провело две девальвации лиры, которые привели к исключению Италии из Европейской валютной системы за резкое сокращение бюджетного дефицита, однако способствовали последующему введению евро. Амато избежал затронувшего руководителя ИСП Кракси коррупционного скандала, но вынужден был уйти в отставку и из политики. В 1994—1997 годах он руководил антимонопольным комитетом.

### В составе и во главе правительства коалицииОливковое дерево
В 1998 году Амато вошёл в правительство Массимо Д’Алемы, став в нём министром институциональных реформ, а в декабре 1999 — марте 2000 был министром финансов. В апреле 2000 — мае 2001 Амато вновь занимал должность председателя Совета Министров, проводя реформы, направленные на повышение конкурентоспособности экономики и усиление социальной защиты.

### Парламентарий и министр
После поражения левых сил на парламентских выборах Амато и экс-премьер-министр Бельгии Жан-Люк Дехане были приглашены стать заместителями Валери Жискар д'Эстена, возглавлявшего комиссию по разработке Европейской конституции. Также в 2001—2006 годах он был членом Сената от Тосканы. В 2006 году он был вновь избран в Палату депутатов и стал министром внутренних дел в правительстве Романо Проди. В 2008 году на очередных парламентских выборах Амато не стал вновь занимать депутатское кресло.

### Деятельность в Конституционном суде
12 сентября 2013 года президент Италии Джорджо Наполитано назначил Джулиано Амато в состав Конституционного суда Италии.
29 января 2022 года единогласно избран председателем Конституционного суда.